# 大石直紀
大石 直紀（おおいし なおき、1958年4月27日 -）は、日本の小説家、推理作家。

## 来歴
静岡県島田市生まれ。関西大学文学部史学科卒業。
1999年、『パレスチナから来た少女』で第2回日本ミステリー文学大賞新人賞を受賞しデビューした。
2003年には『テロリストが夢見た桜』で第3回小学館文庫小説賞を受賞、2006年には『オブリビオン〜忘却』で第26回横溝正史ミステリ大賞テレビ東京賞を受賞した。
2016年、「おばあちゃんといっしょ」で第69回日本推理作家協会賞短編部門を受賞。
2020年、「二十年目の桜疎水」で第8回みんなで選ぶ京都本大賞を受賞。

## 作品リスト

### 光文社
- パレスチナから来た少女 （1998年3月／2001年3月、光文社文庫） - 第2回日本ミステリー文学大賞新人賞受賞作
- 誘拐から誘拐まで （1999年9月、カッパ・ノベルス）
  - キッドナップ （2003年4月、光文社文庫） - 『誘拐から誘拐まで』改題文庫化
- サンチャゴに降る雨 （2000年11月／2004年7月、光文社文庫）
- 爆弾魔 （2001年6月、カッパ・ノベルス／2006年1月、光文社文庫）
- 輪廻の山 京の味覚事件ファイル （2009年7月、光文社文庫）
- 二十年目の桜疎水 （2019年9月、光文社文庫）第69回日本推理作家協会賞短編部門受賞作品「おばあちゃんといっしょ」を収録
- 京都一乗寺　美しい書店のある街で　（2020年12月、光文社文庫）

### 小学館
- テロリストが夢見た桜 （2003年11月／2006年4月、小学館文庫） - 第3回小学館文庫小説賞受賞作
- ファルナースに捧ぐ （2004年11月、小学館文庫）
- 夢幻漂流 （2009年8月、小学館文庫）
- 交渉人 THE MOVIE （2009年12月、小学館文庫） - 映画のノベライズ
- 映画ノベライズ版 十三人の刺客（2010年8月、小学館文庫） - 2010年公開の映画のノベライズ
- 太平洋の奇跡 フォックスと呼ばれた男（2011年1月、小学館文庫） - 映画のノベライズ
- 武士の献立（2013年11月、小学館文庫） - 映画のノベライズ

### 角川書店
- オブリビオン〜忘却 （2006年5月） - 第26回横溝正史ミステリ大賞テレビ東京賞受賞作